# Minhal Baig
Minhal Baig (Chicago, Illinois) es una directora, productora y escritora estadounidense. Ha escrito y dirigido dos películas, 1 Night y Hala, y ha escrito para los programas de televisión Ramy y BoJack Horseman.

## Biografía
Minhal Baig nació y vivió sus primeros años en Roger's Park, Chicago, de padres nacidos en Pakistán con su hermano y su hermana. Asistió a la escuela secundaria Northside College Prep. Pasó sus primeros años visionando las películas de Bollywood en la sala de cine local de su pueblo. Se trasladó a Los Ángeles en 2017 para seguir su carrera de guionista y realización de películas.

## Trayectoria profesional
Su primera película, 1 Night protagonizada por Anna Camp, se estrenó en el Festival de Cine de Austin en 2016 con críticas de distinta índole. "Entre su premisa original y las fuertes imágenes de la película, Baig demuestra que es una directora y escritora para ver en el futuro, incluso si hay espacio para crecer en el presente", dijo Los Angeles Times.
En Los Ángeles, luchó durante un año y medio para encontrar trabajos de dirección como mujer negra. Se unió a un programa de diversidad a través de la fundación HALF de Ryan Murphy, donde recibió un respaldo para ser miembro del Director's Guild of America (Sindicato de Directores de Estados Unidos).
Durante este tiempo estuvo montando su primer largometraje, Hala, basado en un cortometraje que ella misma estrenó en 2016. Hala no es una autobiografía, pero Baig se basó en sus experiencias de vida para los temas de la película. Fue filmado en el barrio de Rogers Park en Chicago, cerca de donde creció. Algunas escenas se rodaron en la escuela secundaria Northside College Prep.
Jada Pinkett Smith se convirtió en productora ejecutiva de Hala después de ver el cortometraje y vincularse personalmente. El estudio de producción de Smith era Overbrook Entertainment . “Me gusta caminar por el camino”, dijo Jada Pinkett Smith (productora ejecutiva) al estudio Variety Sundance presentado por AT&T. “Y esa es una de las razones por las que parte de mi trabajo ha sido ayudar a artistas como Minhal [Baig] y dar recursos a artistas como ella”.
Después de su presentación en el Festival de Cine de Sundance en 2019, Hala recibió una oferta de Apple TV+ para estrenar la película en este servicio. La película fue la primera compra de Apple en Sundance 2019. Hala se lanzó por un período limitado de dos semanas en noviembre de 2019 y se lanzó por completo en Apple TV + el 6 de diciembre de 2019. Hala fue reseñada por Soraya Nadia McDonald en NPR, quien dijo que “la película brilla con un glorioso compromiso con la evolución emocional de sus personajes femeninos, que la partitura de James Sizemore acentúa con notas de sutil agonía.
También ha trabajado en televisión, escribiendo para la primera temporada del programa de televisión de Hulu Ramy , así como para la última temporada de BoJack Horseman. Después de ser escritora en la primera temporada de Ramy, Baig afirma que a todas las guionistas del programa se les pidió que no regresaran para la segunda temporada. En un tuit que ya fue eliminado, Baig afirmó: "No me pidieron que regresara para la segunda temporada en un programa que tuvo una primera temporada aclamada por la crítica. Y tampoco se pidió a ninguna de las otras mujeres del personal que volviera. ¿A quién se le volvió a preguntar? El PA de oficina masculino y un EP masculino sin experiencia previa en escritura. #NoValeMenos."
Para Bojack Horseman, Baig escribió el episodio 6 de la temporada 6, "The Kidney Stays in the Picture". Raphael Bob-Waksberg, creador de Bojack Horseman, le pidió a Baig que viniera a escribir para el programa después de ver Hala y quedar impresionado.
También coformó parte como guionista y productora en la serie de Netflix The Magic Order, basada en la serie de cómics escrita por Mark Millar. En 2021, firmó un acuerdo general con Amazon.